# Super partes
Con l'espressione latina super partes (al di sopra delle parti) si designa la possibilità di porsi al di sopra delle parti, ovvero assumere una posizione neutrale.
Con l'espressione latina inter pares (tra i pari) si designa la posizione di porsi di una carica rispetto agli altri soggetti di pari grado.

## Il Presidente della Repubblica
Nel diritto italiano, il Presidente della Repubblica, è una figura che si instaura, per il suo alto incarico, in una posizione al di sopra delle parti politiche.

## Il Giudice civile, amministrativo o penale
Nel diritto italiano, il giudice è super partes rispetto alle parti in causa che sono, nel processo penale, il pubblico ministero e l'imputato, nel processo civile, l'attore e il convenuto, e nel processo amministrativo la pubblica amministrazione e il cittadino.

## Il Presidente della Corte Costituzionale
Nel diritto italiano, il Presidente della Corte Costituzionale è definito primo inter pares cioè primo fra gli altri 14 soggetti-giudici che compongono la corte, che hanno la medesima dignità (primo tra i pari).